# Talon (waluta litewska)

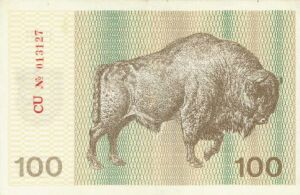
Banknot 100 talonowy z 1991 r.

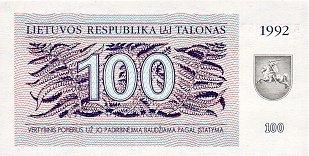
Banknot 100 talonowy z 1992 r.

Talon (lit. talonas) – przejściowa jednostka walutowa wprowadzona do obiegu przez Bank Litwy 1 maja 1992 r.
Początkowo talon znajdował się w obiegu razem z rublem. 1 października 1992 r. rubel został wycofany, a w obiegu pozostały jedynie talony jako przejściowy pieniądz litewski. Pierwsza seria talonów z 1991 r. obejmowała następujące banknoty:
- 0,10 talona (herb Litwy/motywy roślinne)
- 0,20 talona (herb Litwy/motywy roślinne)
- 0,50 talona (herb Litwy/motywy roślinne)
- 1 talon (herb Litwy, gałązka żurawiny/jaszczurki)
- 3 talony (herb Litwy, gałązka sosnowa/czaple)
- 5 talonów (herb Litwy, gałązka dębowa/sokół)
- 10 talonów (herb Litwy, gałązka lipowa/kuny)
- 25 talonów (herb Litwy, gałązka świerkowa/ryś)
- 50 talonów (herb Litwy, gałązka mikołajka/łoś)
- 100 talonów (herb Litwy, mlecze/żubr).

Druga seria talonów z 1992 r. obejmowała następujące banknoty o innym niż uprzednio rysunku oraz zmniejszonych wymiarach:
- 1 talon (herb Litwy, koniczyna/czajki)
- 10 talonów (herb Litwy, gałązka jarzębinowa/paszkot)
- 50 talonów (herb Litwy, gałązka ostrężyny/głuszce)
- 100 talonów (herb Litwy, paproć/wydry)
- 200 talonów (herb Litwy, plecha porostu/jeleń i łania)
- 500 talonów (herb Litwy, motyw roślinny/niedźwiedź).

Trzecia seria talonów z 1993 r. obejmowała jedynie dwa banknoty o nowym rysunku i wysokich nominałach, odzwierciedlających rosnącą inflację:
- 200 talonów (herb Litwy, zmieniony motyw roślinny/jeleń i łania)
- 500 talonów (herb Litwy, zmieniony motyw roślinny/wilki).

Wszystkie banknoty posiadały napisy w języku litewskim: LIETUVOS RESPUBLIKA/TALONAS (Republika Litewska/Talon), nominał liczbowy, a także ostrzeżenie o odpowiedzialności karnej w przypadku podrabiania banknotów. Na serii z 1993 r. znalazł się także nominał zapisany słownie. 14 czerwca 1993 r. podjęta została decyzja o wprowadzeniu do obiegu waluty narodowej, lita, który zastąpił prowizoryczne i stosunkowo łatwe do fałszowania talony, które nie cieszyły się powszechnym zaufaniem ludności. Decyzja została wprowadzona w życie 20 lipca 1993 r., kiedy talon został ostatecznie wycofany z obiegu. Waluta była wymieniana na lity w stosunku 100:1. Talon istniał jedynie w formie banknotów, monet nie wybijano.